# То-Ку
Тип 5, «То-Ку» — японский плавающий танк, построенный в 1945 году в единственном экземпляре.

## Компоновка
В 1945 году появился плавающий танк «Тип 5» («То-Ку»). 47-мм пушка и 7,7-мм пулемёт были установлены в корпусе, а башня несла 25-мм пушку морского типа и 7,7-мм пулемёт в кормовой нише. Маска пушки прикрывалась особыми крышками. Шасси — по типу среднего «Чи-Ри». Плавучесть обеспечивалась аналогично «Ка-Ми».

## Судьба
Построен только один образец — танк появился слишком поздно, чтобы пойти в серию.